# 2052 Tamriko
2052 Tamriko è un asteroide della fascia principale del diametro medio di circa 30,45 km. Scoperto nel 1976, presenta un'orbita caratterizzata da un semiasse maggiore pari a 3,0076485 UA e da un'eccentricità di 0,0837477, inclinata di 9,50737° rispetto all'eclittica.
Denominato in onore di Tamara West, moglie dello scopritore.